# Igor Vori
Igor Vori (* 20. September 1980 in Zagreb, Jugoslawien) ist ein kroatischer Handballtrainer. Zuletzt trainierte er den deutschen Zweitligisten TV Großwallstadt. Als aktiver Handballspieler wurde der Kreisläufer mit der kroatischen Nationalmannschaft Weltmeister 2003 sowie Olympiasieger in Athen 2004. 

## Spielerlaufbahn

### Verein
Igor Vori spielte seit seiner Jugend beim RK Zagreb und bestritt dort auch 1997 seine ersten Ligaspiele. Hier gewann er 1997/98, 1998/99 und 1999/2000 die kroatische Meisterschaft sowie 1997/98 und 1998/99 den kroatischen Pokal. 2001 wechselte er nach Italien zu Al.Pi. Pallamano Prato und 2002 weiter zum italienischen Serienmeister Pallamano Conversano. Mit diesem Verein gewann er zwar 2002/03 die italienische Meisterschaft und den italienischen Pokal, trotzdem fühlte er sich in Italien nicht wohl und kehrte zurück zum RK Zagreb.
Erneut gewann er 2003/04 und 2004/05 in Kroatien Meisterschaft und Pokal; 2004/05 zog er mit seinem Verein sogar ins Finale des Europapokals der Pokalsieger ein, wo man allerdings Ademar León unterlag. So geriet er auf die Wunschliste des FC Barcelona; 2005 heuerte er bei den Katalanen an. Hier gewann er 2005/06 die spanische Meisterschaft und 2006/07 den spanischen Supercup und die Copa ASOBAL. Im Sommer 2007 interessierten sich auch andere Clubs für ihn: Beim THW Kiel war er zeitweise als Nachfolger für Pelle Linders im Gespräch, schließlich nahm ihn aber sein alter Verein, der inzwischen finanzstärkere RK Zagreb, unter Vertrag. Nach zwei Spielzeiten in Zagreb wechselte er zum HSV Hamburg. Mit dem HSV gewann Vori 2009 und 2010 den DHB-Supercup, 2010 den DHB-Pokal, 2011 die Meisterschaft sowie 2013 die Champions League. Nach der Saison 2012/13 wechselte er zu Paris Saint-Germain. Mit Paris gewann er 2014 und 2015 den französischen Pokal sowie 2015 und 2016 die französische Meisterschaft. Im Sommer 2016 kehrte er zu RK Zagreb zurück. 2017 und 2018 wurde er kroatischer Meister und Pokalsieger, nach der Saison 2017/18 beendete er seine Karriere. Im April 2019 wurde Vori von RK Zagreb reaktiviert. Vori wurde im März 2022 vom deutschen Bundesligisten Füchse Berlin reaktiviert.

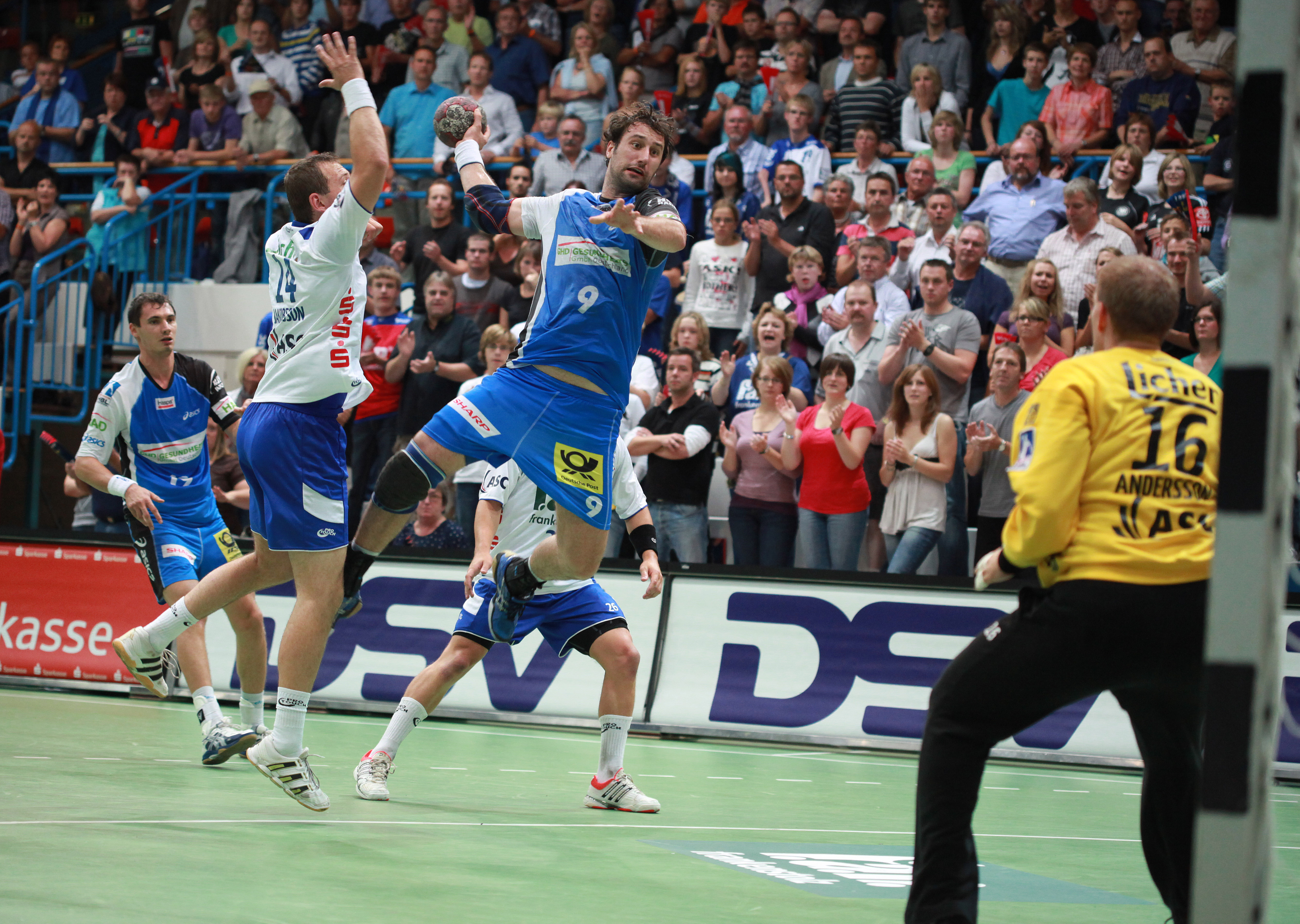
Igor Vori am Wurfkreis

### Nationalmannschaft
Igor Vori war mit 246 Länderspielen für die kroatische Nationalmannschaft Rekordnationalspieler seines Landes, ehe er am 16. Januar 2024 von Domagoj Duvnjak abgelöst wurde. Bei der Weltmeisterschaft 2003 in Portugal wurde er Weltmeister und bei der Weltmeisterschaft 2005 in Tunesien Vize-Weltmeister. Außerdem holte er bei den Olympischen Spielen 2004 in Athen Gold. Im Sommer 2012 nahm Vori erneut an den Olympischen Spielen in London teil, wo er die Bronzemedaille gewann.
Bei der Weltmeisterschaft 2007 in Deutschland belegte er mit der kroatischen Auswahl den 5. Platz. Bei der Europameisterschaft 2008 in Norwegen wurde er mit seinem Land Vize-Europameister und zum besten Abwehrspieler des Turniers gewählt. Ein Jahr später wurde Kroatien bei der Weltmeisterschaft im eigenen Land wieder Vize-Meister und Vori wurde nicht nur ins All-Star Team, sondern auch zum wertvollsten Spieler des Turniers gewählt. Im Jahr 2009 wurde er zu Kroatiens Handballer des Jahres gewählt. Anfang 2010 wurde Vori Vize-Europameister und als bester Kreis-Spieler in das All-Star-Team gewählt.

### Bundesligabilanz
| Saison    | Verein        | Spielklasse | Spiele | Tore | 7-Meter | Feldtore |
| --------- | ------------- | ----------- | ------ | ---- | ------- | -------- |
| 2009/10   | HSV Hamburg   | Bundesliga  | 34     | 105  | 0       | 105      |
| 2010/11   | HSV Hamburg   | Bundesliga  | 34     | 127  | 0       | 127      |
| 2011/12   | HSV Hamburg   | Bundesliga  | 34     | 104  | 0       | 104      |
| 2012/13   | HSV Hamburg   | Bundesliga  | 34     | 105  | 0       | 105      |
| 2021/22   | Füchse Berlin | Bundesliga  | 4      | 1    | 0       | 1        |
| 2009–2022 | gesamt        | Bundesliga  | 140    | 442  | 0       | 442      |

## Trainerlaufbahn
Vori trainierte von Juni bis Oktober 2020 RK Zagreb. Von Juli 2022 bis Januar 2023 stand er in der 2. Handball-Bundesliga beim TV Großwallstadt unter Vertrag. Im Oktober 2023 trat Vori das Traineramt beim kroatischen Erstligisten MRK Sesvete an, bei dem er zuvor als Sportdirektor tätig war. Im März 2025 wechselte er in das Management von MRK Sesvete.